# Manuel Ignacio Aguirre
Manuel Ignacio Aguirre (Pago de los Deseos, Argentina; 31 de marzo de 1959) es un abogado y político argentino de la Unión Cívica Radical. Es Diputado de la Nación Argentina por Corrientes desde 2021.

## Biografía
Nacido en Pago de los Deseos, Aguirre es abogado de la Universidad Nacional del Nordeste.
Militante de la Unión Cívica Radical, a nivel público fue Subsecretario de Seguridad en Corrientes y Diputado Provincial de la misma Provincia entre 2007 y 2011.
Fue electo Diputado de la Nación Argentina por Provincia de Corrientes en las Elecciones legislativas de 2021, en el primer lugar de la lista ECO + Vamos Corrientes.

## Historial electoral
| Año  | Candidatura                          | Partido/Coalición                         | Elección     | votos   | Porcentaje       | Resultado                |
| ---- | ------------------------------------ | ----------------------------------------- | ------------ | ------- | ---------------- | ------------------------ |
| 2021 | Diputado de la Nación por Corrientes | Unión Cívica Radical/ECO+Vamos Corrientes | Legislativas | 325.710 | \| \| 58,73 % \| | Electo (1er lugar lista) |
|      | 58,73 %                              |                                           |              |         |                  |                          |